# Saint-Pabu
Pour les articles homonymes, voir Saint Pabu.
Saint-Pabu [sɛ̃paby] est une commune du nord du département du Finistère, dans la région Bretagne, en France.
Ses habitants sont appelés les Saint-Pabusiens.

## Géographie

### Localisation

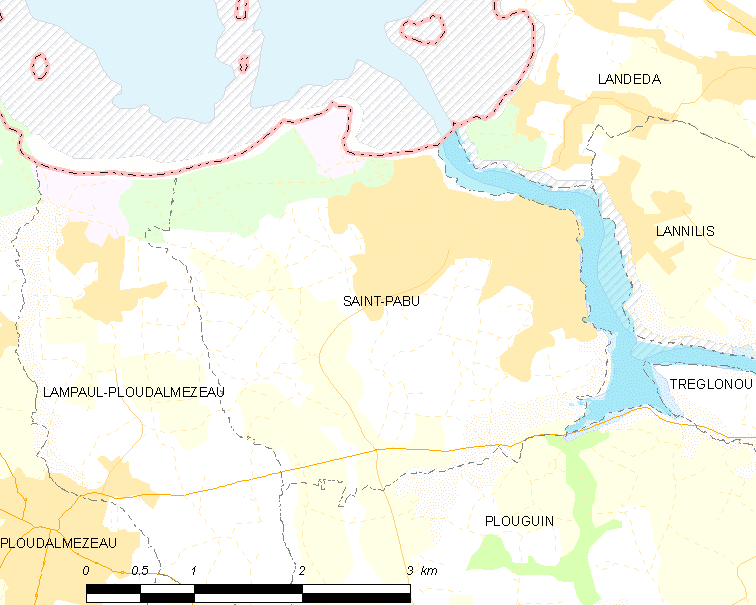
Carte de la commune de Saint-Pabu.

Saint-Pabu est située à 27 km au nord-ouest de Brest et à 6 km au nord-est de Ploudalmézeau. La commune, en bordure de la mer Celtique (ouest de la Manche) est située sur la rive gauche de l'embouchure de l'aber dénommé Aber-Benoît ; la péninsularité est accentuée par l'anse du Moulin, anse annexe de l'Aber Benoît, qui est accentuée et très découpée, qui sépare la commune de celles de Plouguin et Tréglonou.
La commune fait partie traditionnellement du Pays des Abers et de la Côte des Légendes.
|                       | Landéda    |           |
| Lampaul-Ploudalmézeau | Saint-Pabu |           |
|                       | Plouguin   | Tréglonou |

### Géologie et relief
La commune forme un plan incliné descendant assez régulièrement vers la mer, l'altitude maximale (54 mètres) se trouvant dans l'angle sud-ouest du finage communal, à Kerdonval, qui est l'endroit le plus éloigné du littoral.
Deux minuscules fleuves côtiers limitent la commune côté terre : le ruisseau du Ribl à l'ouest, sépare Saint-Pabu de Lampaul-Ploudalmézeau et celui de Saint-Ibiliau sépare au sud la commune de celle de Plouguin.
Le littoral, assez peu découpé, alterne pointes peu accentuées (Corn ar Gazel, Kervigorn, Stellac'h) et larges baies peu prononcées ; seul l'extrême sud-est de la commune a un littoral très découpé en raison des deux petits fleuves côtiers qui se jettent dans l'anse du Moulin et enserrent la presqu'île de Meznaot. Ce littoral est formé de dunes atteignant jusqu'à 22 mètres de hauteur sur une largeur de plusieurs centaines de mètres de Corn ar Gazel à la limite communale avec Lampaul-Ploudalmézeau dans sa partie ouest, d'une côte rocheuse de hauteur modeste (jusqu'à 36 mètres quand même vers Kervigorn) partout ailleurs.
L'estran découvre largement à marée basse au large de Corn ar Gazel et Kervigorn, jusqu'à une série d'îlots rocheux dont les plus importants sont les îles de Trévorc'h : Trévorc'h Vraz, An Dord et Trévorc'h Vihan ; leur accès est interdit entre le 15 mars et le 31 juillet pour permettre aux oiseaux, notamment les sternes, d'y nicher en toute tranquillité. L'estran est largement découvert aussi dans l'anse du Moulin ; par contre il est peu large dans la partie centrale de la commune entre Kervigorn et Porz ar Vilin.

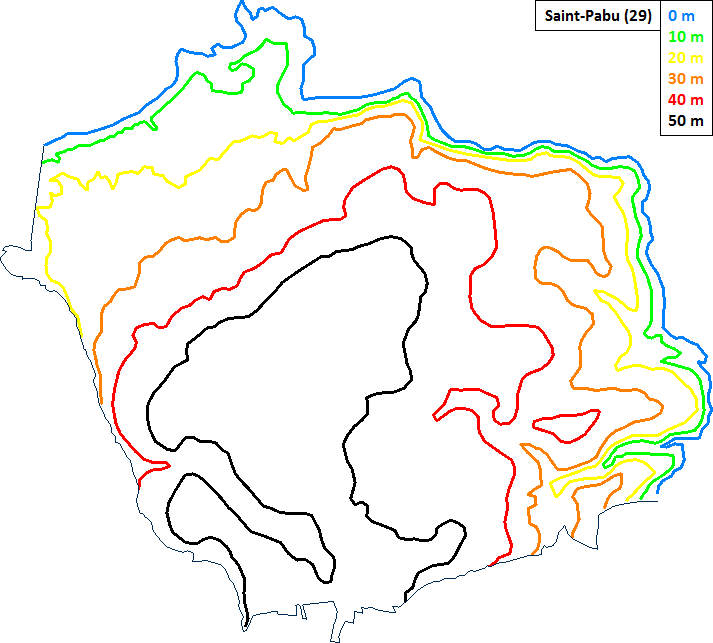
Le relief de Saint-Pabu.
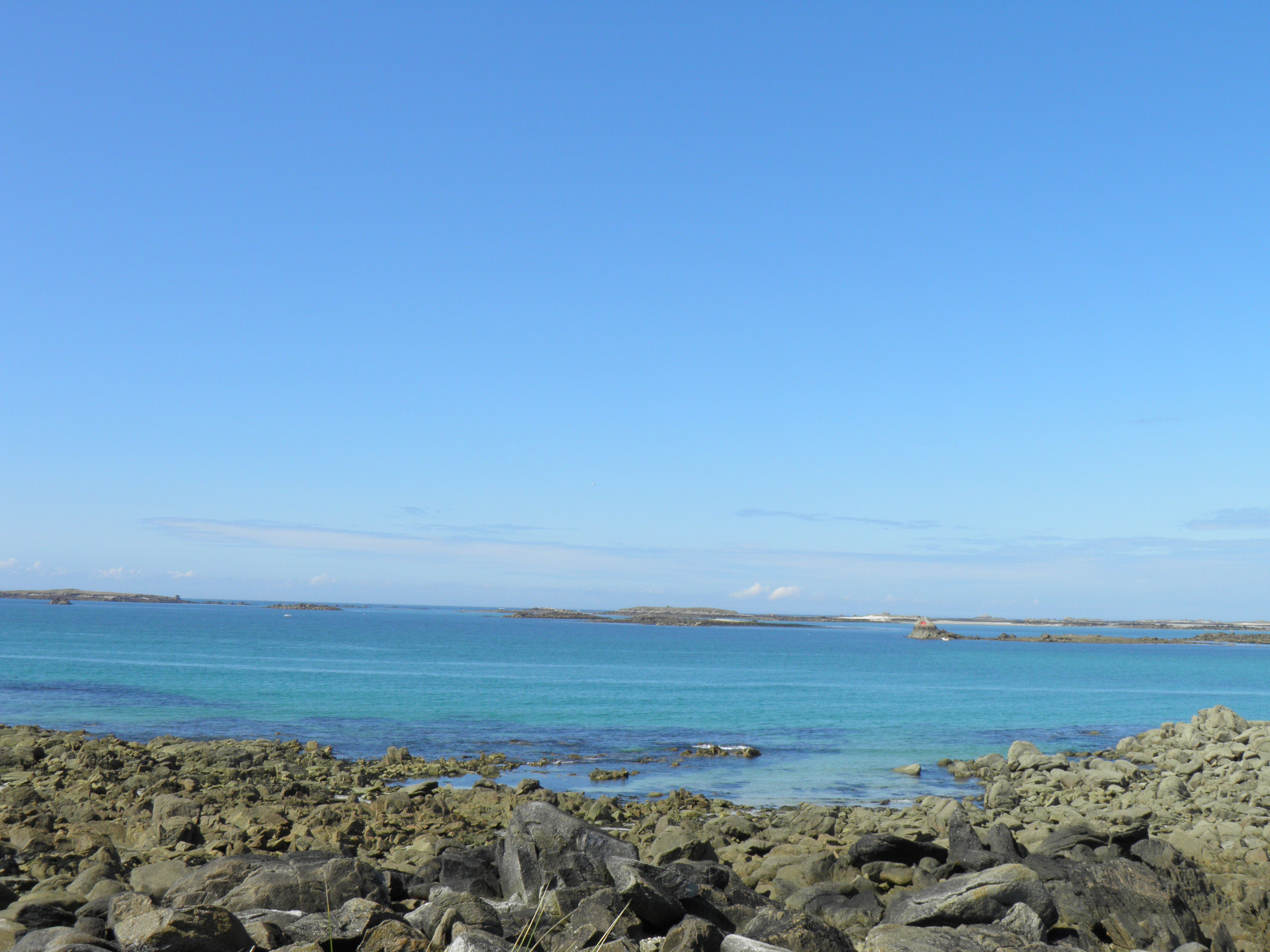
Les îlots au large de Saint-Pabu.
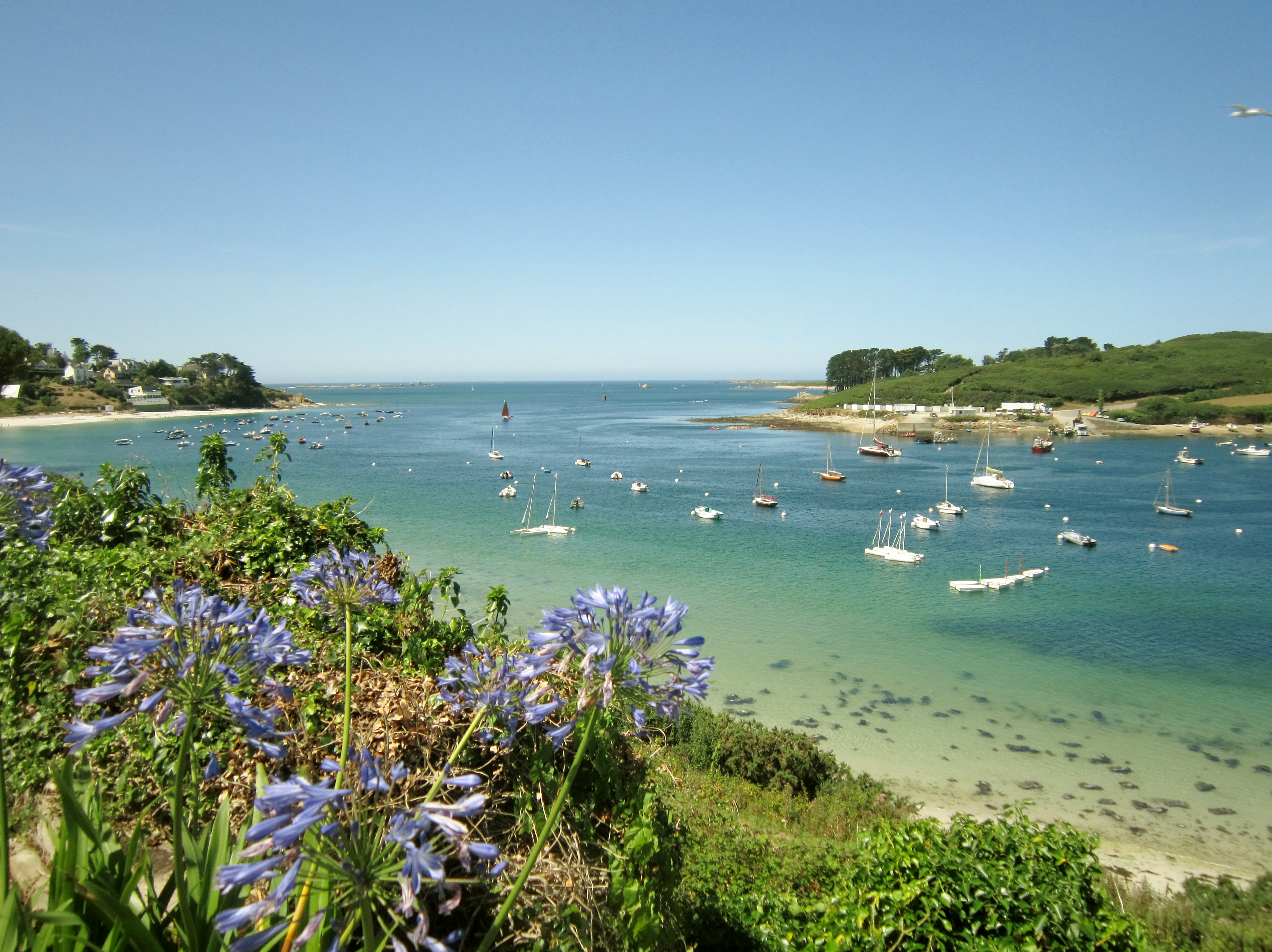
Saint-Pabu : l'embouchure de l'Aber Benoît.
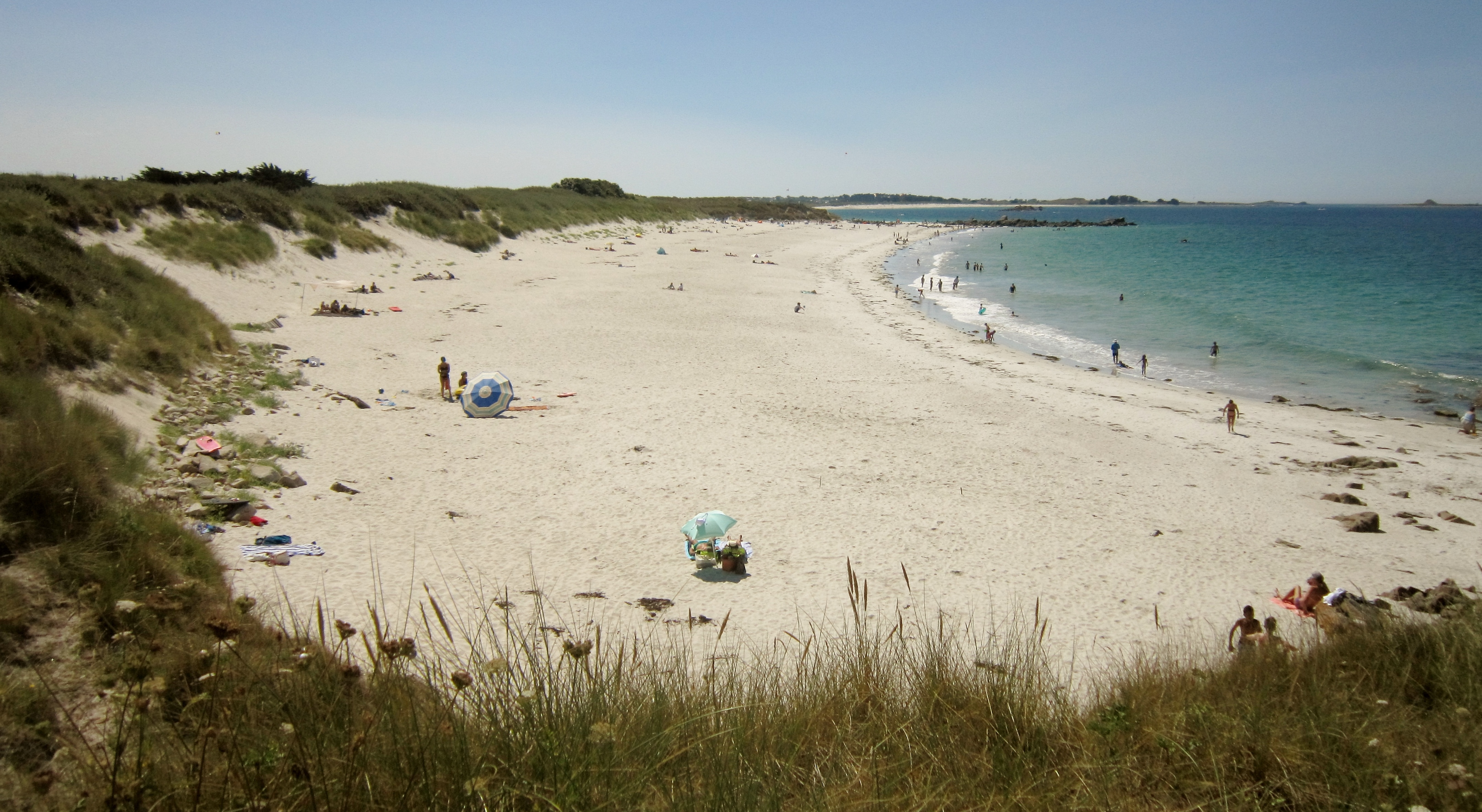
La plage de Corn ar Gazel vue de la pointe de Corn ar Gazel.
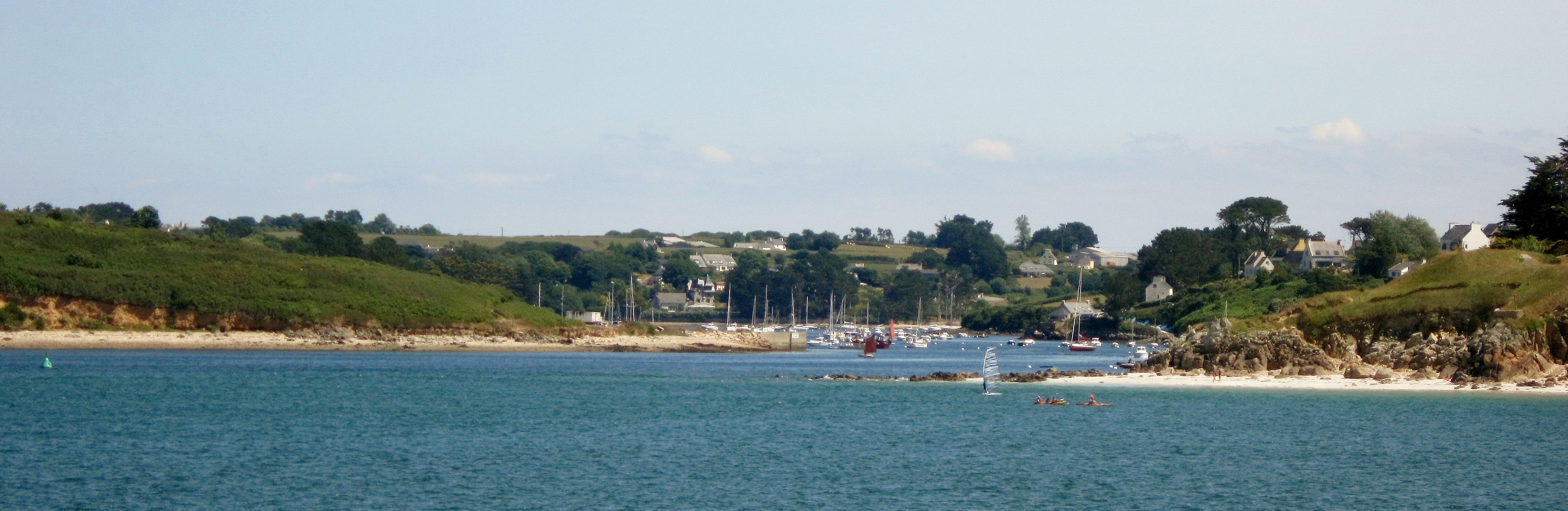
L'entrée de l'Aber Benoît vu depuis la pointe de Corn ar Gazel.
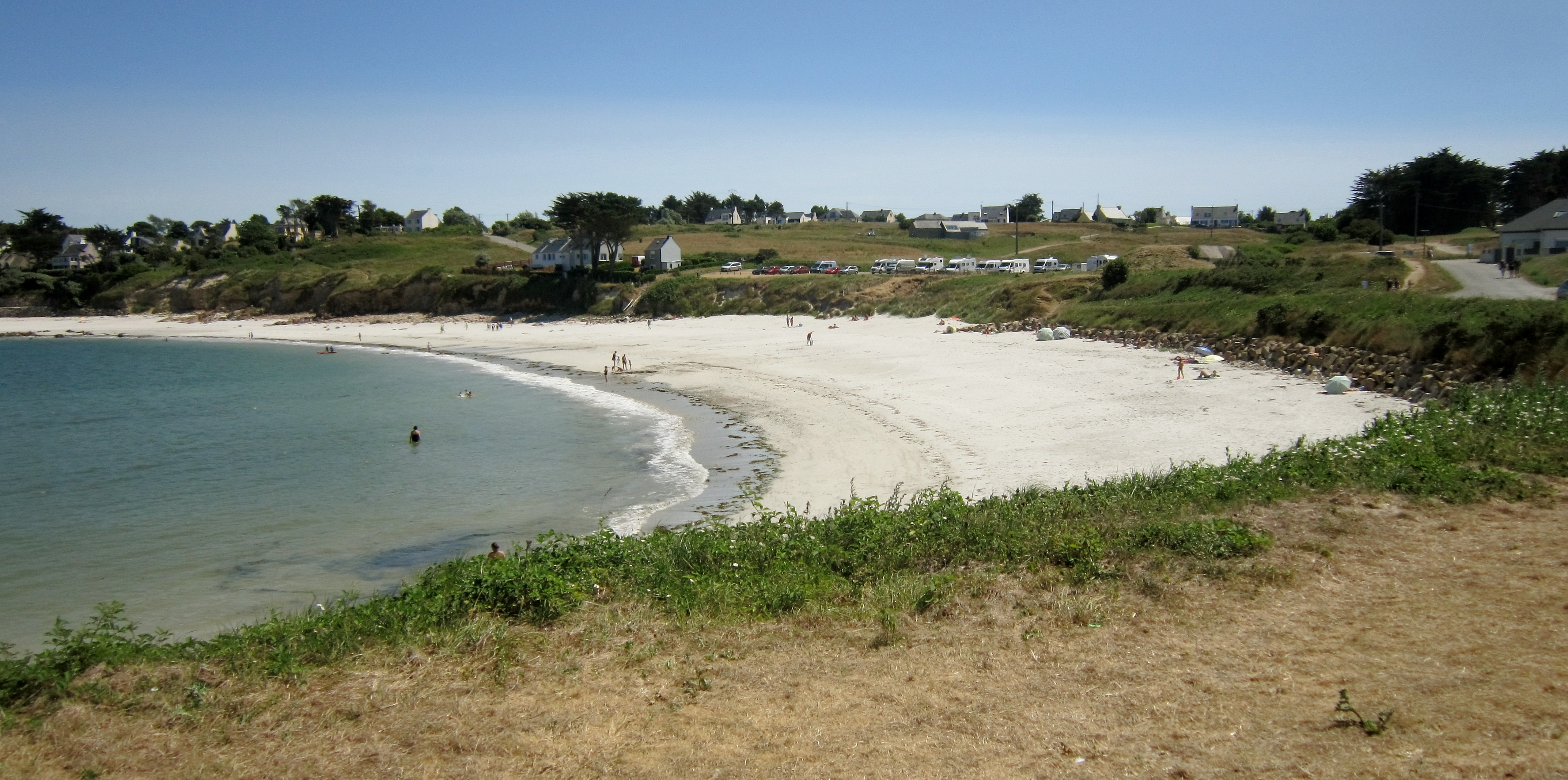
La plage de Kervigorn vue depuis la pointe de Corn ar Gazel.
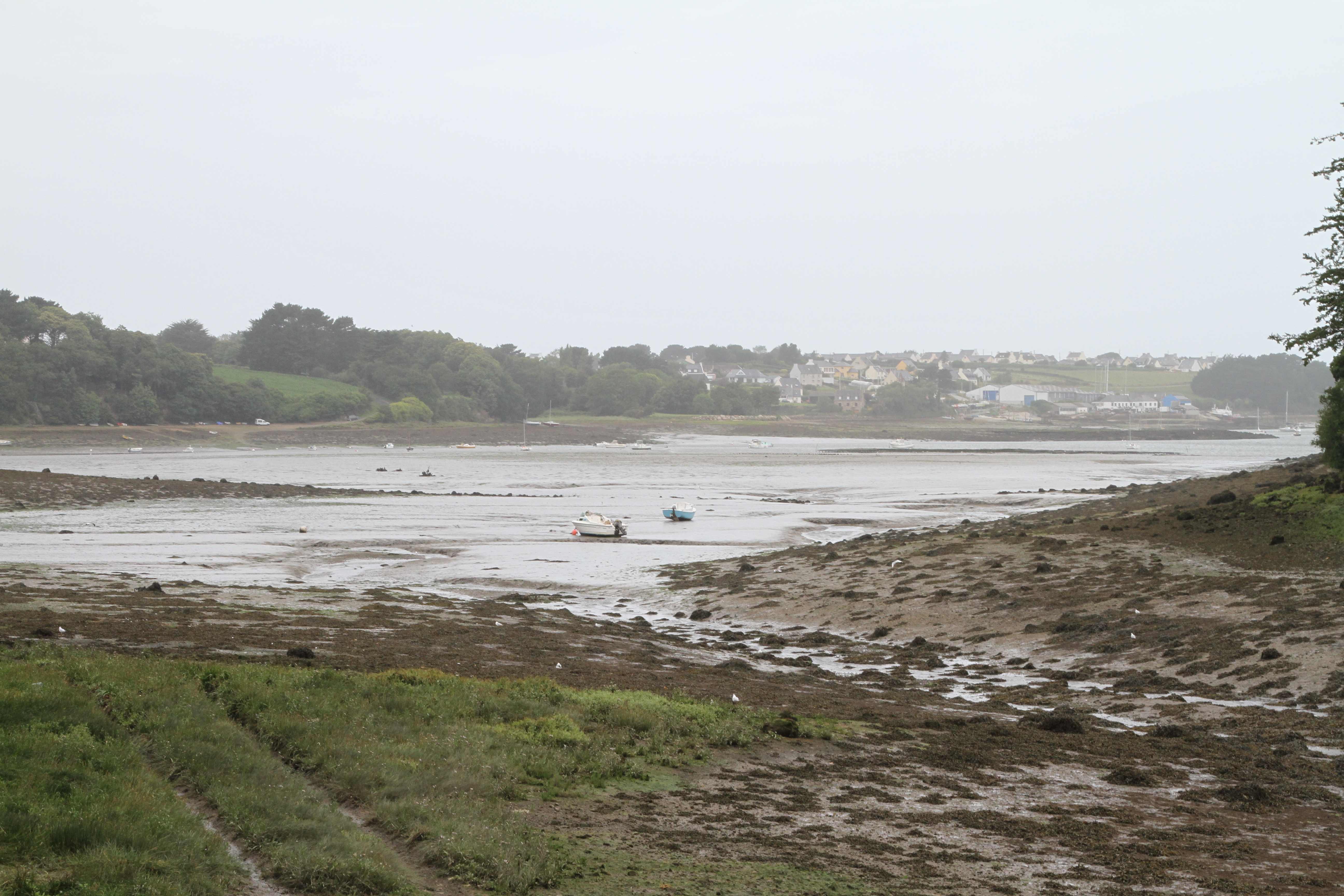
L'Aber Benoît en amont du bourg de Saint-Pabu.
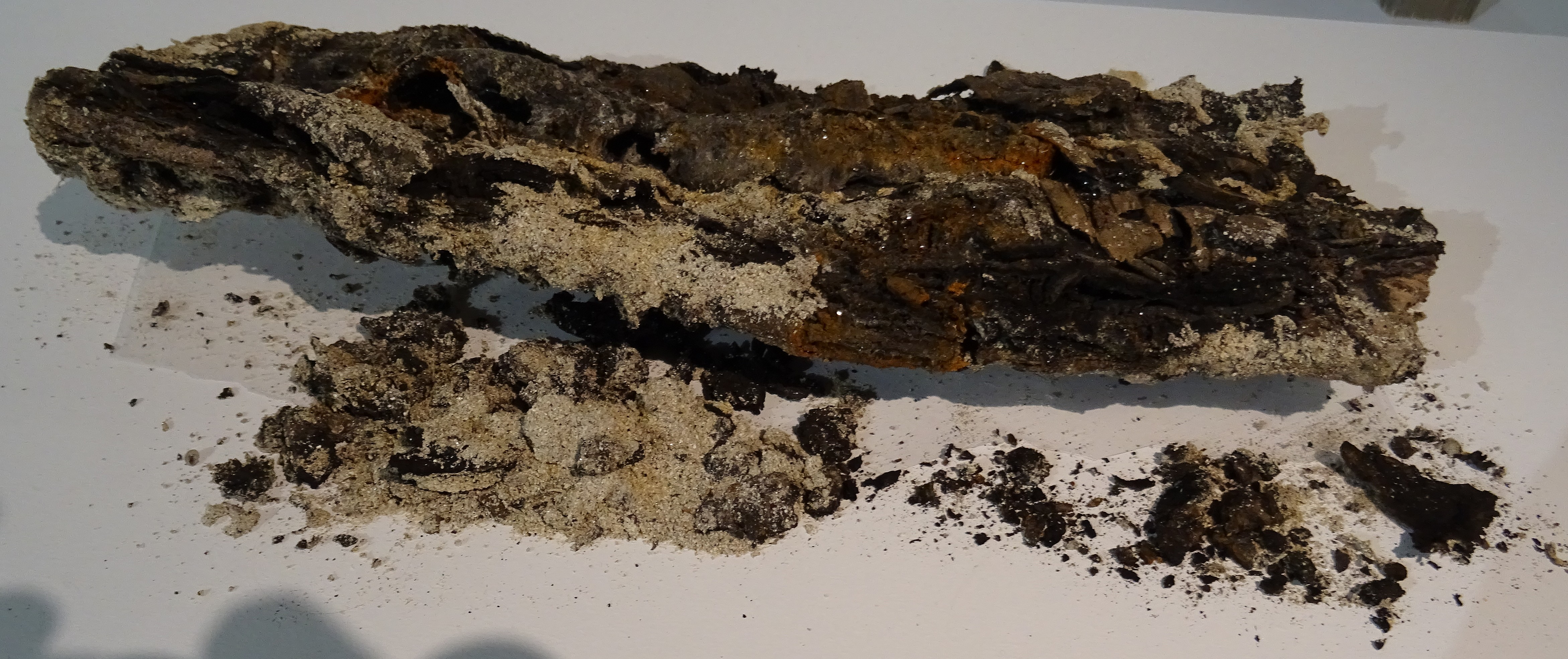
Bois fossilisé [vers 4.500 ans avant J.-C.] provenant de la tourbière de Coulouarn en Saint-Pabu.

### Transports
Saint-Pabu est resté longtemps très isolé par voie de terre compte-tenu de sa situation géographique entre la mer et l'Aber Benoît.
Longtemps, jusqu'au milieu du XXe siècle, des générations de passeurs ont assuré, à partir du lieu-dit "Le Passage", la traversée de l'Aber Benoît entre Saint-Pabu et Landéda, transportant hommes, animaux et marchandises. Une cale en pierre datant du XIXe siècle, et sa jumelle sur la rive opposée, témoignent encore de cette activité.
Pors ar Vilin (l'Anse du Moulin en français) où, en dépit de la toponymie, aucune trace de moulin ne subsiste, fut, en l'absence de quai, un port d'échouage où les marchandises étaient débarquées (ou embarquées) pour être transportées ensuite (ou avant) par des charrettes, l'attelage pénétrant dans l'eau jusqu'au poitrail. Ce fut aussi un port goémonier.
Le principal axe routier, la route départementale 28, venant de Tréglonou et se dirigeant vers Ploudalmézeau, passe seulement par l'extrême-sud du territoire communal. Le bourg n'est desservi que par des routes secondaires.
Le littoral a été peu propice à l'établissement d'un port, même si la commune a créé un port modeste au Stellac'h (ce port, situé à 1 mille nautique de l'embouchure de l'Aber Benoît, sur sa rive sud, dispose d'un quai de 50 mètres de long et d'une cale de mise à l'eau ; il dispose de 533 mouillages pour bateaux de plaisance), et si celui de Porz ar Vilin a pu être actif par le passé.

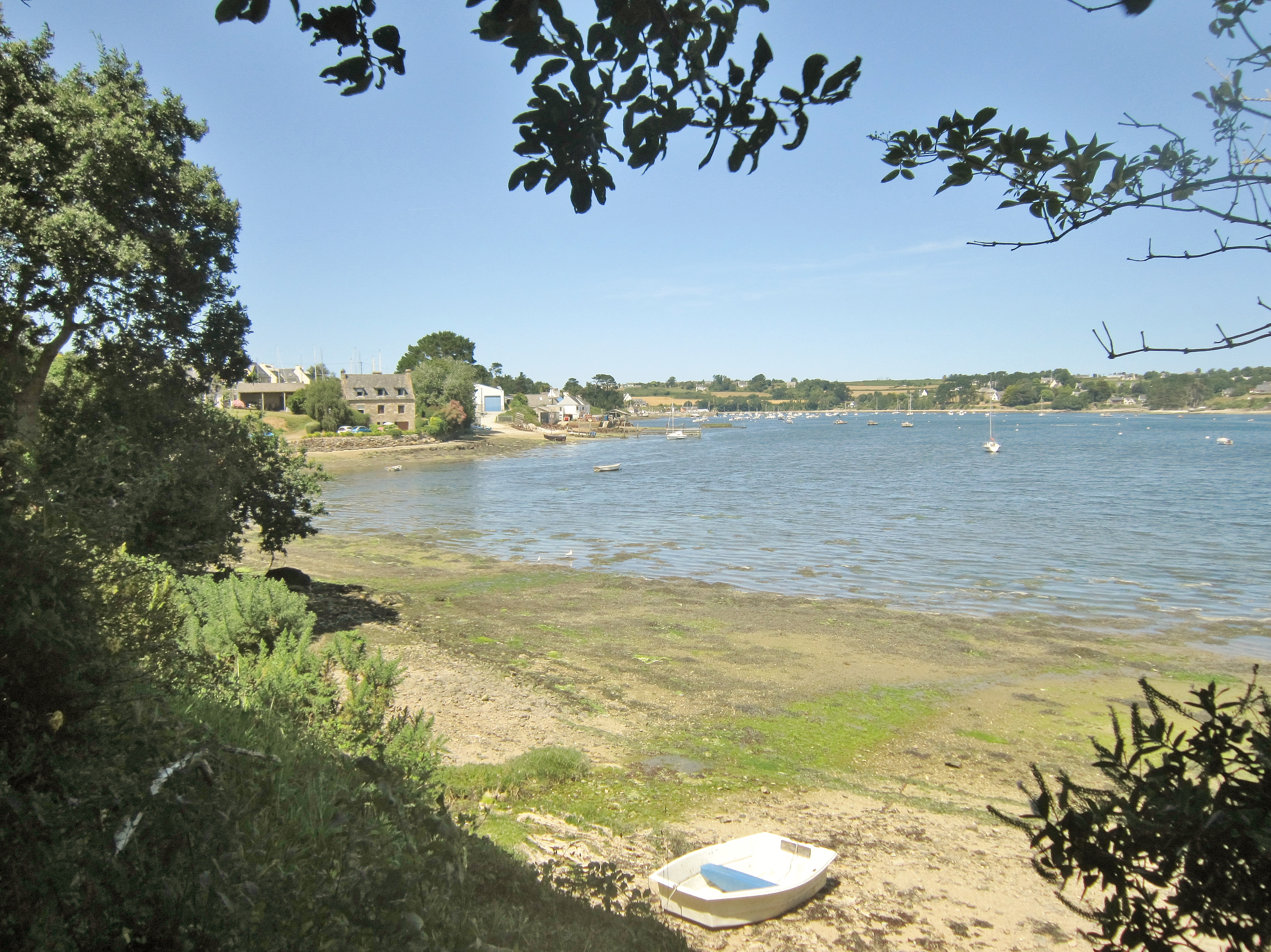
L'Aber Benoît et le port du Stellac'h vus de Porz ar Vilin.
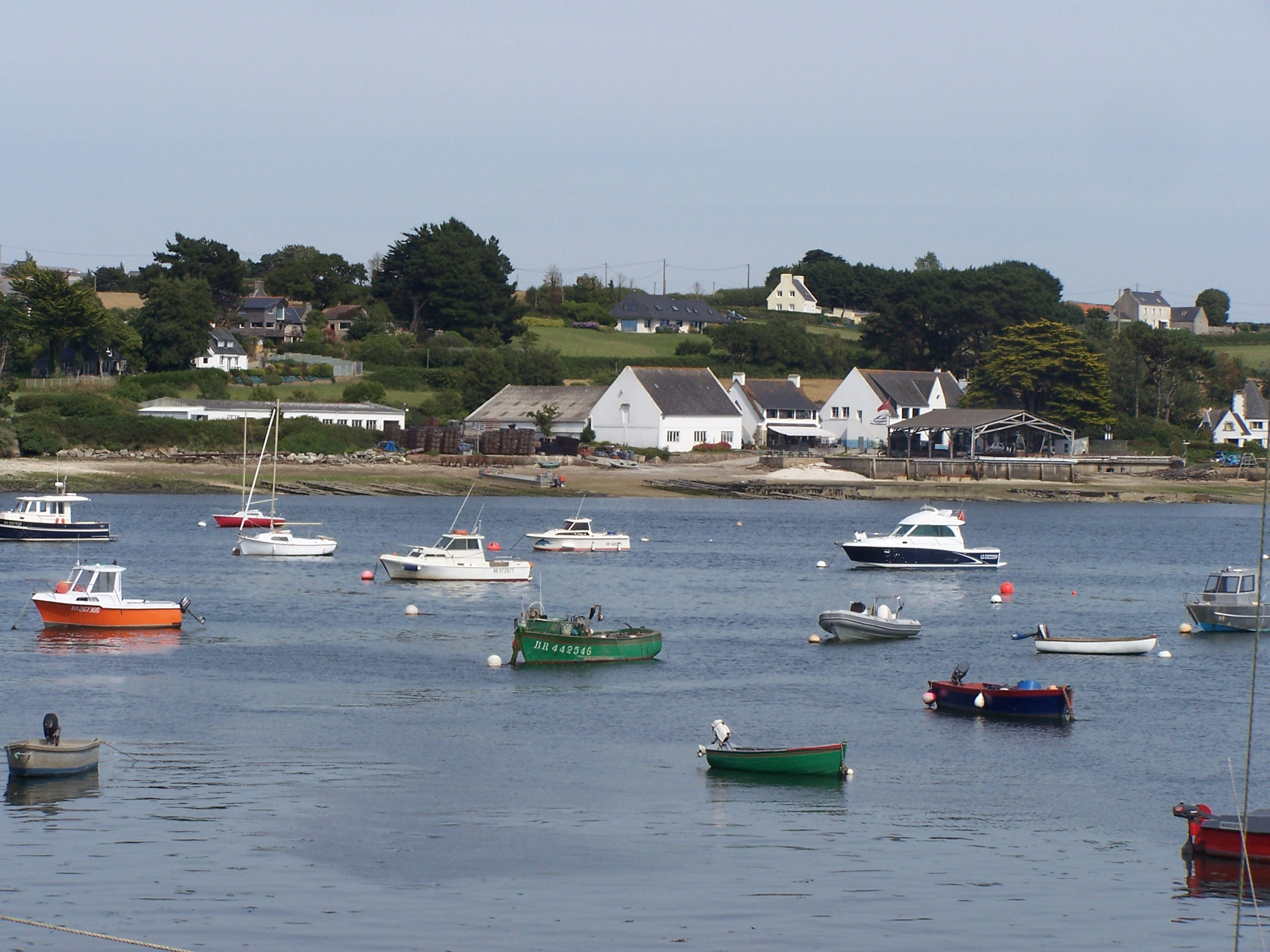
Le port du Stellac'h 1.
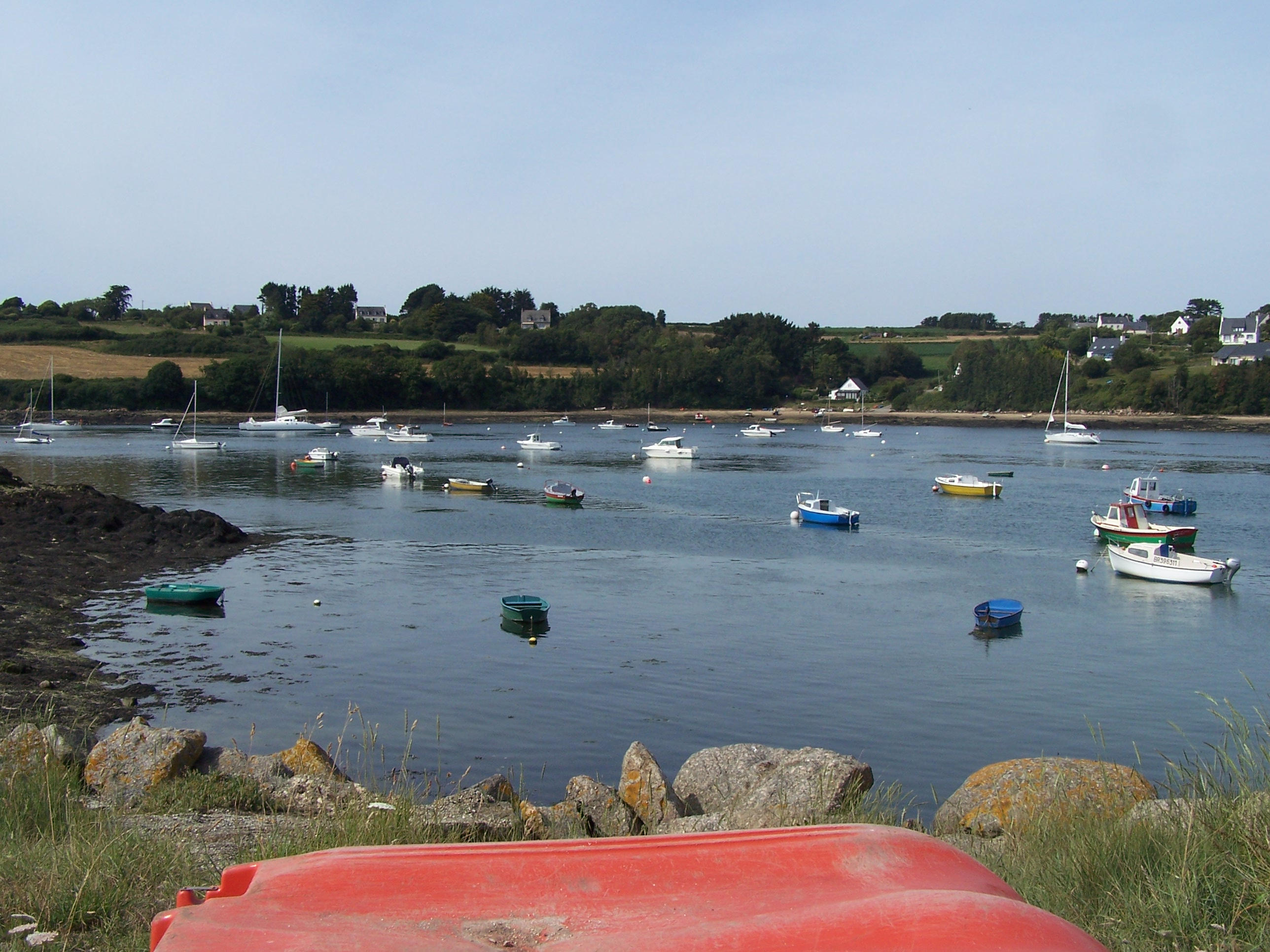
Le port du Stellac'h 2.

Le GR 34 longe pour l'essentiel la totalité de ce littoral, s'en écartant toutefois quelque peu par endroits.

### Hydrographie
Pour un article plus général, voir Réseau hydrographique du Finistère.
La commune est située dans le bassin Loire-Bretagne. Elle est drainée par le Ribl et divers autres petits cours d'eau,.

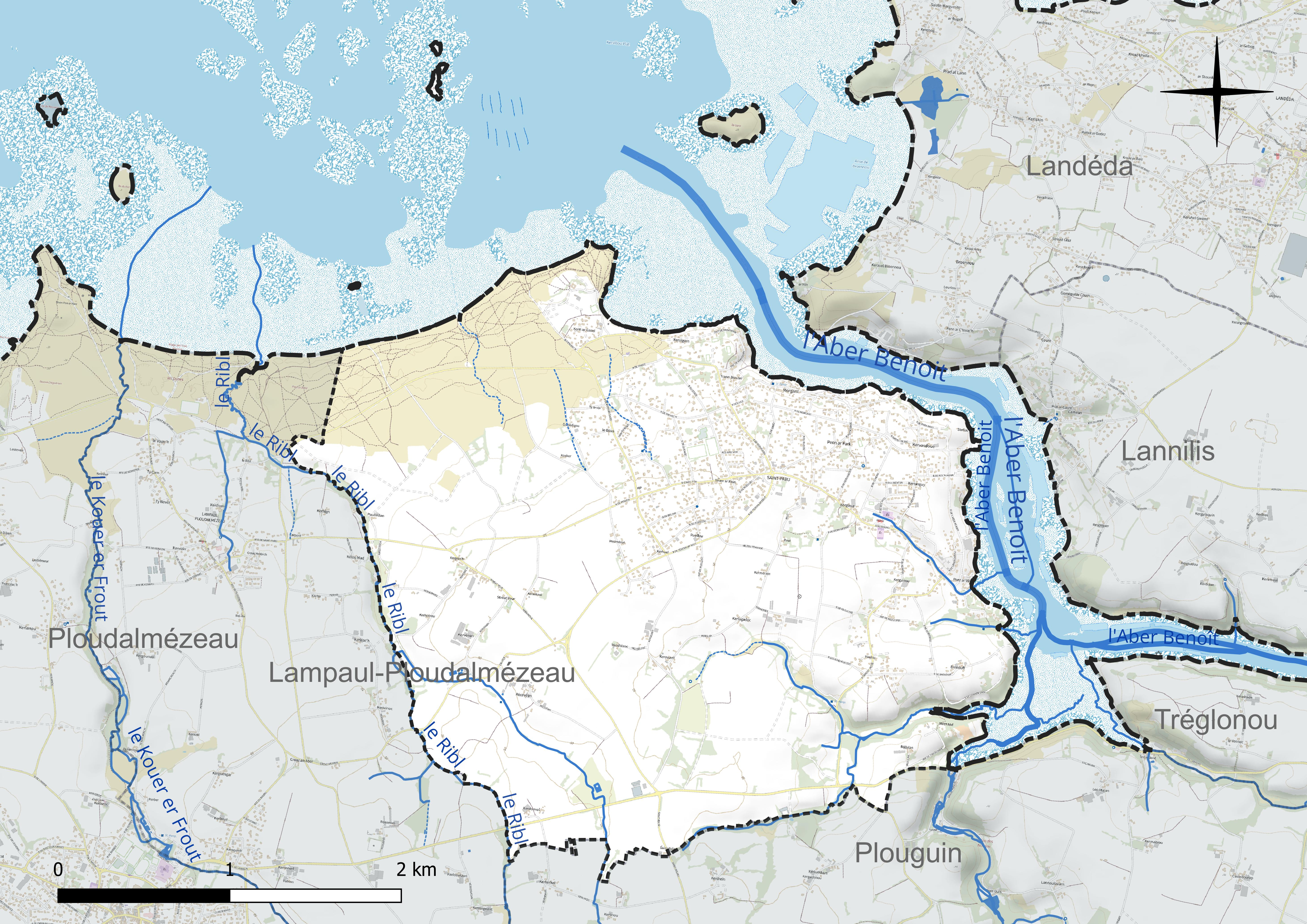
Réseau hydrographique de Saint-Pabu.

### Climat
Pour des articles plus généraux, voir Climat de la Bretagne et Climat du Finistère.
En 2010, le climat de la commune est de type climat océanique franc, selon une étude du CNRS s'appuyant sur une série de données couvrant la période 1971-2000. En 2020, Météo-France publie une typologie des climats de la France métropolitaine dans laquelle la commune est exposée à un climat océanique et est dans la région climatique Finistère nord, caractérisée par une pluviométrie élevée, des températures douces en hiver (6 °C), fraîches en été et des vents forts. Parallèlement l'observatoire de l'environnement en Bretagne publie en 2020 un zonage climatique de la région Bretagne, s'appuyant sur des données de Météo-France de 2009. La commune est, selon ce zonage, dans la zone « Littoral », exposée à un climat venté, avec des étés frais mais doux en hiver et des pluies moyennes.
Pour la période 1971-2000, la température annuelle moyenne est de 12 °C, avec  une amplitude thermique annuelle de 8,8 °C. Le cumul annuel moyen de précipitations est de 898 mm, avec 15,2 jours de précipitations en janvier et 7 jours en juillet. Pour la période 1991-2020, la température moyenne annuelle observée sur la station météorologique la plus proche, située sur la commune de Ploudalmézeau à 5 km à vol d'oiseau, est de 12,1 °C et le cumul annuel moyen de précipitations est de 997,1 mm,. Pour l'avenir, les paramètres climatiques de la commune estimés pour 2050 selon différents scénarios d'émission de gaz à effet de serre sont consultables sur un site dédié publié par Météo-France en novembre 2022.

## Urbanisme

### Typologie
Au 1er janvier 2024, Saint-Pabu est catégorisée bourg rural, selon la nouvelle grille communale de densité à 7 niveaux définie par l'Insee en 2022.
Elle appartient à l'unité urbaine de Saint-Pabu, une unité urbaine monocommunale constituant une ville isolée,. Par ailleurs la commune fait partie de l'aire d'attraction de Brest, dont elle est une commune de la couronne,. Cette aire, qui regroupe 68 communes, est catégorisée dans les aires de 200 000 à moins de 700 000 habitants,.
La commune, bordée par la Manche, est également une commune littorale au sens de la loi du 3 janvier 1986, dite loi littoral. Des dispositions spécifiques d'urbanisme s'y appliquent dès lors afin de préserver les espaces naturels, les sites, les paysages et l'équilibre écologique du littoral, tel le principe d'inconstructibilité, en dehors des espaces urbanisés, sur la bande littorale des 100 mètres, ou plus si le plan local d'urbanisme le prévoit.

### Occupation des sols
L'occupation des sols de la commune, telle qu'elle ressort de la base de données européenne d'occupation biophysique des sols Corine Land Cover (CLC), est marquée par l'importance des territoires agricoles (62,2 % en 2018), une proportion sensiblement équivalente à celle de 1990 (61,9 %). La répartition détaillée en 2018 est la suivante : 
zones agricoles hétérogènes (40,6 %), zones urbanisées (24,1 %), terres arables (18,9 %), milieux à végétation arbustive et/ou herbacée (9,6 %), prairies (2,8 %), espaces verts artificialisés, non agricoles (2,6 %), espaces ouverts, sans ou avec peu de végétation (1,4 %), eaux maritimes (0,1 %). L'évolution de l'occupation des sols de la commune et de ses infrastructures peut être observée sur les différentes représentations cartographiques du territoire : la carte de Cassini (XVIIIe siècle), la carte d'état-major (1820-1866) et les cartes ou photos aériennes de l'IGN pour la période actuelle (1950 à aujourd'hui).

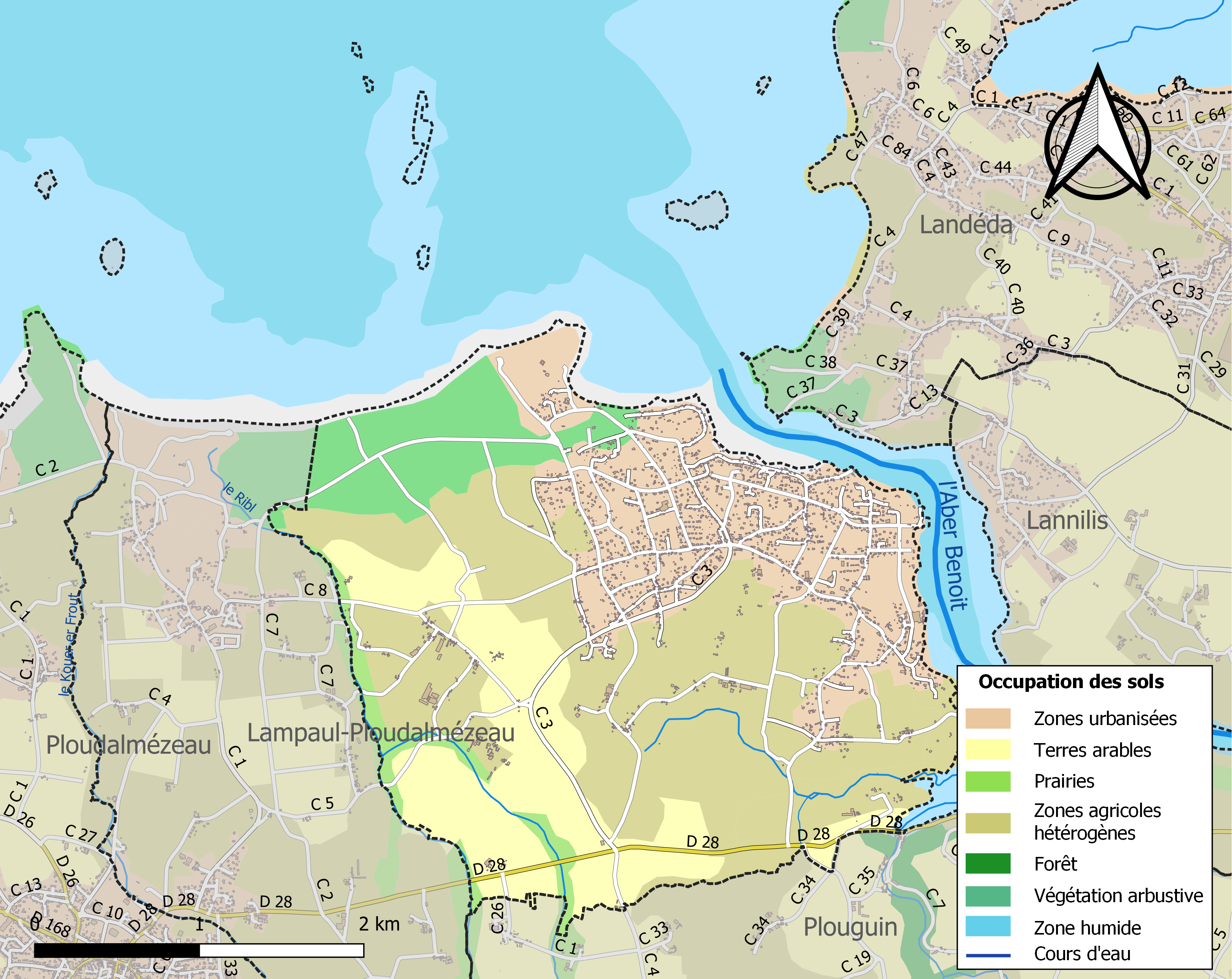
Carte des infrastructures et de l'occupation des sols de la commune en 2018 (CLC).

### Morphologie urbaine
Le territoire de la commune se répartit sur trois zones :
- un espace dunaire en bordure de la côte de la Manche. Cet espace se poursuit sur les communes voisines de Lampaul-Ploudalmezeau et Ploudalmezeau (massif dunaire de Tréompan) et constitue l'un des plus importants massifs dunaires du Léon ; cet espace est resté à l'état naturel, modifié toutefois par les importantes extractions de sable survenues par le passé ;
- une zone agricole dans la partie sud et sud-ouest de la commune, sur la bordure nord du plateau du Léon ; l'habitat rural y est dispersé en fermes isolées ;
- une frange côtière étroite le long de l'Aber Benoît où se succèdent prairies et versants boisés.

L'urbanisation s'est développée en rive gauche de l'Aber Benoît, du Porz ar Vilin à l'embouchure, et s'est étendue sur une partie du plateau. Toute cette zone située à l'ouest du petit bourg traditionnel est caractérisée par une rurbanisation faite de résidences principales et secondaires liées à la proximité du littoral.
Les îlots de Trévors (ou Trevorc'h), au nord de la commune, furent habités jusqu'au XIXe siècle et restent accessibles à basse mer par très grandes marées.

## Toponymie
Attesté sous la forme Sainct Pabu en 1544. De saint Tugdual, Papu Tutwal en ancien breton, papu signifiant « père » ou « évêque ». Pabu, venant de papu variante du vieux breton papa ou « père », est le titre ancien de supérieur monastique. Pabu est le génitif de Papa, d'où vient la confusion avec le mot « pape » que la légende attribua faussement à Tugdual de Treguier.
Saint-Pabu a été aussi le nom de Tréguier du XIe siècle au XIIIe siècle.

## Histoire

### Préhistoire et Antiquité
En 1927 des ossements de deux chevaux (cousins des chevaux de Przewalski), quelques ossements humains et divers objets en bronze (dont 6 haches à douille et des pointes de lance) et poteries furent trouvés près de la ferme de Kerch'leus dans les restes d'une sépulture datant de l'âge du bronze vers 1100 à 1000 avant J.-C.
La stèle de Poullédan, de section octogonale et haute de 1,80 m pour, sa partie visible, se trouve à la limite occidentale de la commune de Saint-Pabu ; elle date de l'âge du fer et est façonnée dans un granite grossier à deux micas dit "granite de Ploudalmézeau". C'est en fait une stèle gauloise surmontée d'une croix monolithe à branches pattées et en portant une autre sur son socle, gravée en creux sur le revers. Une autre stèle datant aussi de l'âge du fer, haute de 1,80 mètre pour sa partie visible, se trouve à Kerascoul ; elle a une forme de pyramide tronquée.
Un tronçon d'une autre stèle en granite a été découvert en septembre 1988 à Poullédan dans le front de taille d'une carrière de sable en fin d'exploitation. Il a été transféré devant la mairie de Saint-Pabu où il est désormais visible
Un coffre en bois, totalement décomposé, recouvert d'une brique à crochets, fut découvert le 26 février 1889 dans une parcelle près du village de Meznaot. Il contenait un nombre considérable (plus de 10 000) de monnaies romaines, les plus anciennes remontant à Valérien II, les plus récentes datant de Constance II, ce qui laisse penser que ce trésor a été enfoui vers le milieu du IVe siècle, ainsi que trois vases en argent dont un seul resté intact.

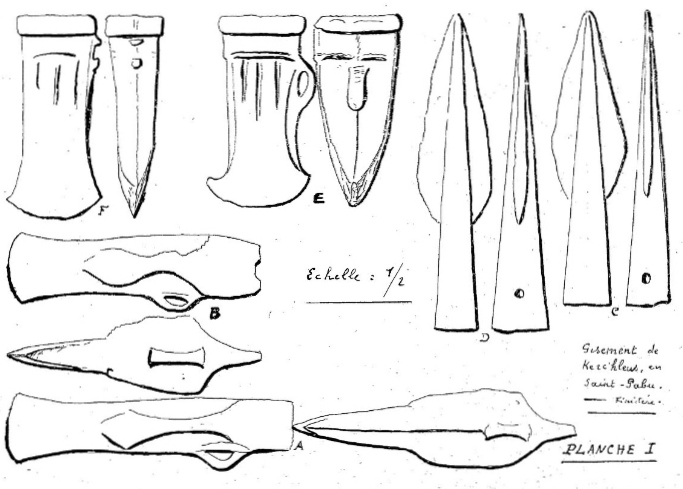
Haches à douille et pointes de lance datant de l'âge du bronze trouvées à Kerc'hleus en 1927 (dessin de Louis L'Hostis).
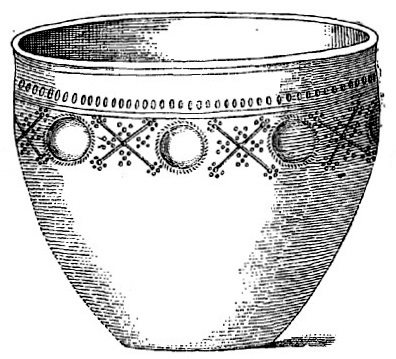
Reconstitution d'un vase en argent datant du IVe siècle trouvé à Saint-Pabu en 1889 (dessin de Paul du Châtellier, Revue archéologique, juillet 1889).

### Moyen Âge
Saint Pabu (ou Tugdual, ou Tuwal, ou Tual) est un des sept saints fondateurs de la Bretagne. Il aurait fondé un ermitage à Saint-Pabu.
Le manoir de Mesnaot date du Moyen Âge ; seul subsiste de nos jours le colombier. Un aqueduc long de 3 km, partant de la fontaine de Saint-Ibiliau en Plouguin, aboutissait au manoir de Mesnaot.
Une légende concerne ce manoir : « Le seigneur de Mesnaot, la terreur du Bas-Léon, avait une fille unique, belle comme le jour. Le diable en devint amoureux. Ce père barbare consentit à céder sa fille à Lucifer, à la condition que celui-ci ferait venir, en une seule nuit, l'eau de la fontaine Saint-Ibiliau dans l'intérieur du château de Mesnaot. Heureusement pour la jeune fille, il ne put terminer l'aqueduc à temps, car le lendemain matin au lever du soleil, l'eau de la fontaine n'arrivait que dans la cour du château ».
Ce manoir fut acheté à la fin du XVIIe siècle par Jean de Kergorlay, seigneur de Kersalaün, en Plouvien, époux de Marie de Kerlech, de la maison de Roscervo en Lampaul-Ploudalmézeau, aussi propriétaire du manoir de Trouzilit en Tréglonou.

### Époque moderne
Au XVIe siècle, Saint-Pabu faisait partie de la sénéchaussée de Brest et Saint-Renan.
L'évêque du Léon l'édifie en trève de Ploudalmézeau par ordonnance le 29 juillet 1624. Les Saint-Pabusiens avaient argumenté que  « le terroir dudit Aber Beniguet [Aber Benoît] est de grande étendue, muni d'affluence de peuple, toutefois éloigné d'une grande lieue de l'église paroissiale [de Ploudalmézeau], occasion que, particulièrement en hiver, à raison des mauvais chemins et rigueurs du temps, lesdits paroissiens n'assistent au demi service en ladite église paroissiale, et que, en outre (...), quelquefois, les enfants meurent sans baptême ».
Le 12 avril 1764 un procès-verbal constate l'état de vétusté et de décadence de l'église tréviale à la demande de Jean Moyot, marchand à Porz ar Vilin. Avant d'être démolie, la vieille église tréviale servit toutefois d'église de remplacement pour les paroissiens de Ploudalmézeau, dont la propre église fit l'objet d'une interdiction épiscopale en raison de sa vétusté le 9 juillet 1765. La nouvelle église de Saint-Pabu fut inaugurée en 1767.

### Révolution française
François Jacob et Olivier Calvarin furent les deux députés élus pour représenter la trève de Saint-Pabu à l'assemblée du tiers-état de la sénéchaussée de Brest. Le cahier de doléances de Saint-Pabu fut rédigé le 5 avril 1789 par Jean Marie Coum, notaire royal et signé par 22 hommes de Saint-Pabu.
Saint-Pabu devient commune et paroisse indépendantes en 1790.
Tanguy Jacob, né le 6 mars 1751 à Plouguin, fut le dernier prêtre guillotiné dans le Finistère (le 24 Vendémiaire an III, à Brest) pendant la Révolution française avec Claude Chapalain. Nommé en 1785 recteur de Saint-Pabu, il refusa de prêter serment à la Constitution civile du clergé, devenant donc prêtre réfractaire et continua à célébrer des messes, baptêmes, etc. dans la clandestinité. Il fut arrêté sur dénonciation avec Claude et Marie Chapalain. Il existe une rue Tanguy Jacob à Saint-Pabu.

### LeXIXesiècle
En 1838, un arrêt de la Cour de cassation affirme qu'il y a bien lieu de condamner des habitants de Saint-Pabu qui ont coupé du goémon dans la commune de Ploudalmézeau alors que ce droit est réservé aux seuls habitants de la commune.

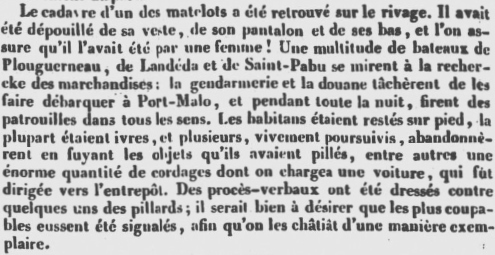
Le pillage de la cargaison du navire naufragé Cygne, échoué à l'entrée de l'Aber-Wrac'h, par des marins de Plouguerneau, Landéda et Saint-Pabu en novembre 1839 (Bulletin colonial : supplément à la Revue du XIXe siècle).

A. Marteville et P. Varin, continuateurs d'Ogée, décrivent ainsi Saint-Pabu en 1853 :

« Saint-Pabu : commune formée de l'ancienne trève de Ploudalmézeau ; aujourd'hui succursale. Cette commune, située sur le bord de la mer, a pour industrie principale la pêche ; elle contribue à alimenter le marché de Brest. L'église, située dans un bas-fond, non loin de la rivière de l'Aber-Bénoit [Aber-Benoît], et à 2 km de l'embouchure de ce cours d'eau, n'a rien de remarquable. Il y a un pardon chaque année vers la fin du mois d'avril. C'est à cette époque qu'on coupe le goémon. On se fait difficilement une idée des peines que donne cette récolte, qu'il faut opérer par un temps froid et en entrant dans la mer quelquefois jusqu'à la poitrine ; mais c'est un important produit pour les habitants, qui le transportent par bateaux dans les communes situées sur l'Aber-Bénoit, à plus de trois lieues dans les terres. Celui qui est employé dans la commune elle-même est encore plus péniblement récolté en hiver. Alors on sèche aussi le goémon pour le vendre en été. Ce goémon, dit de jet, ou flottant, est parfois commun, et parfois rare. Il se vend, quand il est sec, 10 à 12 fr. la charretée ; 1 fr. 50 quand il est vert (en automne) ; et 2 fr.50 en février. On emploie par hectare cinquante charretées de goémon vert, ou six de sec. Le seigle, semé avec cet engrais dans des terres toutes sablonneuses, donne de très belles récoltes. Le bois de chêne est rare ; celui d'orme abondant. On parle le breton. »

Benjamin Girard décrit ainsi Saint-Pabu en 1889 :

« La commune de Saint-Pabu est située sur la rive gauche et à l'embouchure de la rivière l'Aberbenoît, qui forme à cet endroit un estuaire assez profond, accessible aux navires d'un fort tonnage. Le bourg, qui compte seulement une population agglomérée de 26 habitants, n'a aucune importance ; il possède cependant une école publique de garçons et une école publique de filles. L'église paroissiale est placée sous le patronage de saint Tugdual, que les Bretons nomment saint Pabu, et dont le pardon a lieu le dimanche après l'Ascension. »

### LeXXesiècle

#### La Belle Époque

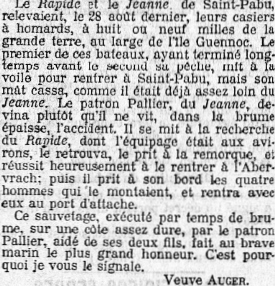
Description d'un sauvetage concernant deux bateaux de Saint-Pabu (journal Le Matin du 5 septembre 1903).

Le naufrage d'un bateau de pêche monté par trois hommes fit trois morts et 8 orphelins à Saint-Pabu en novembre 1898. En avril 1901, le naufrage de la barque de pêche Mousse au large de Portsall lors d'une tempête fit quatre noyés, tous de Saint-Pabu. En novembre 1905, la gabare Léon-Brest, de Saint-Pabu, chargée de moules, fit naufrage lors d'une tempête près de Roscoff (l'équipage fut sauvé) ; En juillet 1912 le naufrage du bateau goémonier Elan, qui revenait de Portsall, fit deux noyés originaires de Saint-Pabu.
Le 27 janvier 1903, le journal La Croix écrit que « les autorités de Saint-Pabu signalent que de nombreux pêcheurs n'ont pas de pain à donner à leurs familles » et le même journal indique le lendemain que « le comité brestois a distribué des secours aux pêcheurs », notamment à ceux de Saint-Pabu.

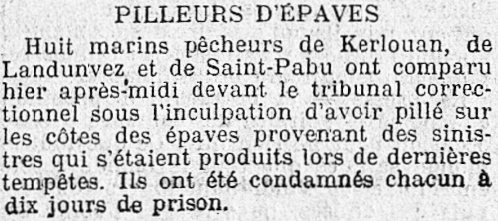
Pilleurs d'épaves condamnés en 1910 (journal L'Univers).

Début janvier 1906, huit marins-pêcheurs de Portsall et Saint-Pabu furent poursuivis par le parquet de Brest, sur plainte du consul anglais, pour vols à bord de l'Unzumbi, navire naufragé.
En juin 1909 une dizaine d'enfants de Saint-Pabu âgés de 8 à 12 ans succombèrent victimes d'une épidémie de rougeole compliquée de broncho-pneumonie ; les écoles furent fermées et désinfectées.
Victor-Eugène Ardouin-Dumazet écrit en 1909, évoquant Saint-Pabu et ses environs :
« En amont du Passage, l'Aber Benoît est bordé de beaux bouquets d'ores qui donnent un gracieux caractère à la vallée. Mais (…) les chemins creux qui vont entre les frênes et les saules sont empuantis de fange, un fumier à demi liquide entoure les habitations. Le village de Saint-Pabu, par sa disposition sur la pente d' une colline, échappé un peu à cette misère (…), mais les hameaux voisins sont affligeants avec leurs toits de chaume ravagés et leurs ruelles immondes.
En 1910, n'obtenant pas du directeur de l'école le retrait de manuels scolaires condamnés par les évêques de France, le recteur fait construire à ses frais une école privée de garçons qui ouvre en février 1911 : c'est l'école Saint-Maudez. Celle-ci devint en 1938 une école de filles, une nouvelle école privée de garçons étant construite. En 1968 les deux écoles privées fusionnèrent, devenant l'école primaire mixte Saint-Martin.
En janvier 1910 trois hommes de Saint-Pabu furent poursuivis par la gendarmerie de Ploudalmézeau pour vol d'épaves, en l'occurrence un madrier trouvé sur la grève.

#### La Première Guerre mondiale
424 soldats et marins (pour une population de 1 375 habitants à la veille de la guerre) de Saint-Pabu ont été mobilisés entre la déclaration de guerre et l'armistice de 1918.

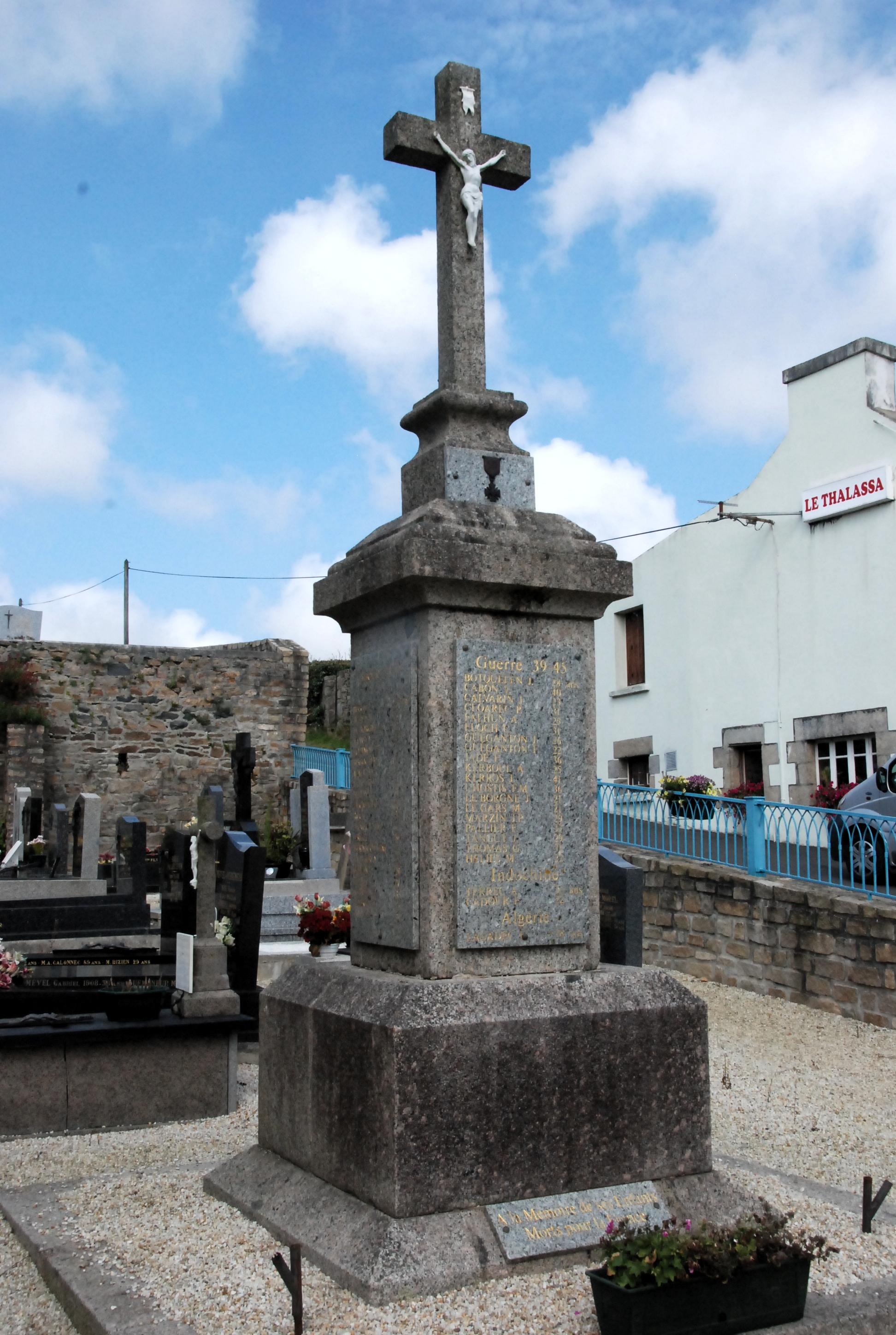
Le monument aux morts de Saint-Pabu.

Le monument aux morts de Saint-Pabu porte les noms de 54 soldats et marins morts pour la France pendant la Première Guerre mondiale; parmi eux cinq au moins sont de marins disparus en mer (Jean Mazé, quartier-maître, disparu le 18 mars 1915 lors du naufrage du cuirassé Bouvet ; Victor Le Néven, quartier-maître, disparu en mer le 26 novembre 1916 lors du naufrage du cuirassé Suffren ; Jean Arzel, quartier-maître, disparu en mer lors du naufrage du chalutier réquisitionné comme dragueur auxiliaire Kerbihan, victime d'une mine devant Marseille le 23 janvier 1918 ; Yves Pallier, quartier-maître, disparu en mer le 6 avril 1918 lors du naufrage de la goélette Madeleine III coulée par un sous-marin allemand entre Bizerte et Bône et Yves Perrot, disparu en mer le 31 août 1918 lors du naufrage du patrouilleur auxiliaire Méduse près de Corfou). Yves Laot, matelot au 2e régiment de fusiliers marins est tué à l'ennemi dès le 24 octobre 1914 à Dixmude (Belgique). La plupart des autres sont morts sur le sol français : parmi eux, Jean Floch, prêtre, sous-lieutenant au 219e régiment d'infanterie, tué à l'ennemi le 6 octobre 1918 à Saint-Clément-à-Arnes (Ardennes), décoré de la Médaille militaire, de la Croix de guerre et chevalier de la Légion d'honneur.
L'abbé Pierre Nicolas, vicaire à Saint-Pabu, fut cité à l'ordre de l'armée pour son action héroïque de secours à un blessé sous le feu ennemi le 14 juin 1916.

#### L'Entre-deux-guerres

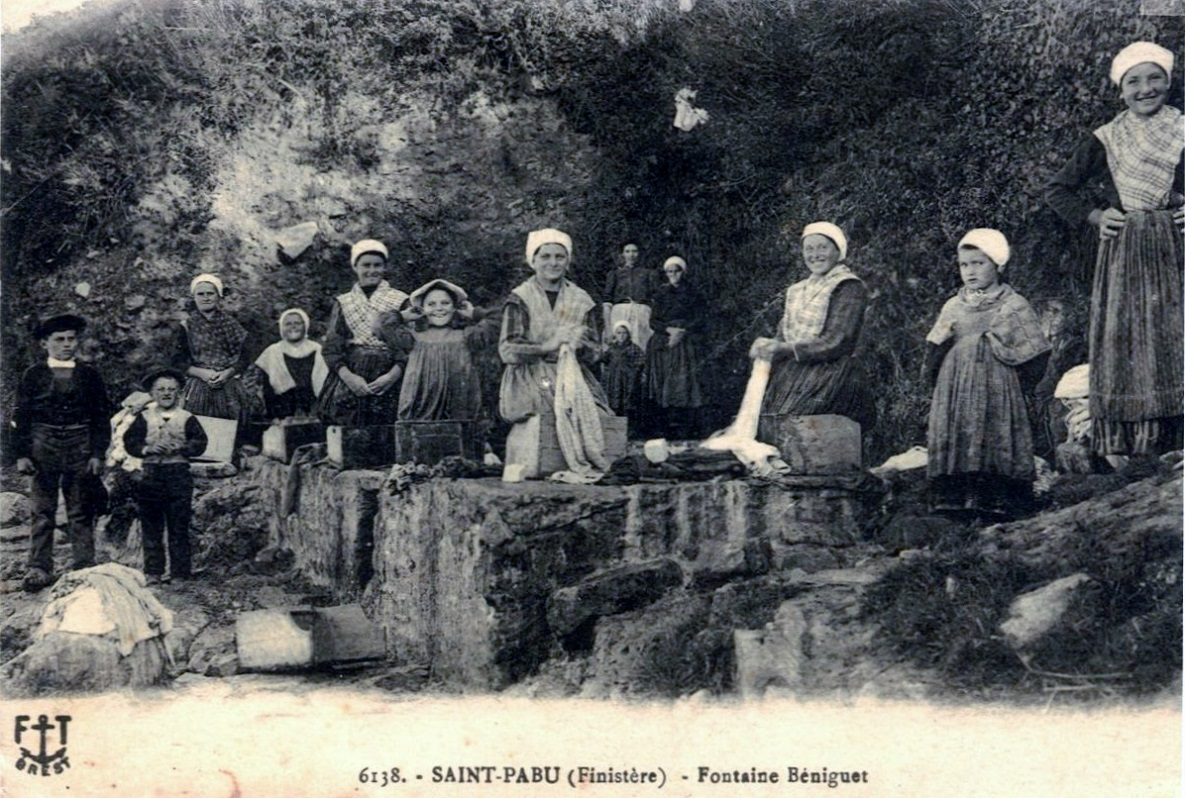
Le lavoir de Béniguet vers 1920 (carte postale).

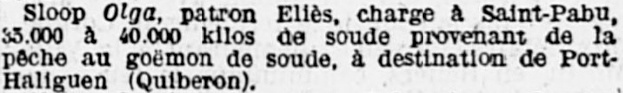
Entrefilet du journal L'Ouest-Éclair indiquant un chargement de soude obtenue par brûlage du goémon à Saint-Pabu en juillet 1921.

La construction navale était alors active à Saint-Pabu : le journal L'Ouest-Éclair cite par exemple quatre sloops construits à Saint-Pabu pour la seule période du 1er au 20 mai 1921 ; en juin 1921 le sloop Jeanne, de 3,93 tonneaux de jauge, armé pour pratiquer la petite pêche, est lancé à Saint-Pabu ; le même journal indique le 12 mars 1924 que « les chantiers de constructions navales de Saint-Pabu ont construit et livré cette semaine trois barques de pêche Hortense, Louis et Saint-Pierre, destinées par leurs propriétaires à l'industrie de la pêche côtière » ; , etc..
Le brûlage du goémon afin d'obtenir de la soude était encore pratiqué comme l'illustre par exemple un entrefilet du journal L'Ouest-Éclair en date du 28 juillet 1921. Le 4 janvier 1926 le naufrage d'une barque montée par deux hommes partis pêcher le goémon à l'île Trévoarch [Trévorc'h], située à trois milles en mer, fit un noyé.
En décembre 1922 une mission est organisée : « Le recteur, Athanase Jezequel a vu tous ses paroissiens sans exception répondre avec empressement à son appel. (...) Pendant trois grandes semaines, dès avant l'aurore, l'église était prise comme d'assaut, pour ne plus désemplir avant 6 heures du soir » écrit "La semaine religieuse de Quimper et Léon".
Victor Corfa a décrit Saint-Pabu vers 1925.
Des régates étaient organisées à Saint-Pabu : par exemple celles d'août 1931 sont décrites par le journal L'Ouest-Éclair. Ces régates étaient déjà organisées en 1891.
Le 13 août 1937 la barque de pêche Yvette, de Saint-Pabu, chavire près des roches de Portsall ; le naufrage fit deux morts et un rescapé.

#### La Seconde Guerre mondiale
Les Allemands occupent Saint-Pabu le 20 juin 1940, s'installant notamment dans l'école publique, puis au lieu-dit "Le Camp" où ils installent un centre de détection aérienne (comprenant notamment 4 radars) et un siège de l'organisation Todt. Plusieurs blockhaus sont construits, notamment à la pointe de Corn ar Gazel, à celle de Kervigorn, ainsi qu'à Erléach et au Passage, permettant notamment de surveiller l'accès à l'Aber Benoît. Le camp allemand est encerclé par les résistants FFI le 10 août 1944 du bataillon de Ploudalmézeau et les 300 soldats allemands encore présents se rendent le 12 août 1944 à l'armée américaine.
Le chef local de la Résistance (bataillon de Ploudalmézeau), Joseph Grannec, parvint à rallier à la cause bretonne 178 officiers et soldats de l'armée Vlassov, qui participèrent à l'attaque du retranchement allemand de Saint-Pabu.
Le monument aux morts de Saint-Pabu porte les noms de 19 personnes mortes pour la France pendant la Seconde Guerre mondiale. Pierre Feunteun, avait été instituteur à l'école privée de garçons de Saint-Pabu et est mort alors qu'il était déporté en Allemagne (son nom n'est pas inscrit sur le monument aux morts de Saint-Pabu).

#### L'après Seconde Guerre mondiale
Deux soldats originaires de Saint-Pabu sont morts pendant la Guerre d'Indochine et un pendant la Guerre d'Algérie.
Les années 80 sont marquées par le passage du Festival Elixir à Saint-Pabu en 1982 et 1984.

## Tendances politiques et résultats

### Tendances politiques
En 2002, Saint-Pabu place Jacques Chirac en tête au premier tour avec 28,9 % des voix exprimées, soit près de 14 points d'écart avec le deuxième, Lionel Jospin. Le second voyant s'affronter Jacques Chirac à Jean-Marie Le Pen, y montre un très fort rejet du Front national. Le score du candidat du RPR est de 90,2 %, huit points de plus qu'au niveau national.
En 2007, Nicolas Sarkozy arrive en tête avec 31,8 % des voix exprimées, Ségolène Royal est deuxième. Cela se confirme au second tour où le candidat UMP fait 51,4 %.
En 2012, François Hollande devance Nicolas Sarkozy au premier tour avec 31,6 % des voix exprimées ainsi qu'au second tour avec 51,3 %.
En 2017, Emmanuel Macron arrive premier avec 28,4 % des voix exprimées devant François Fillon. Au second tour, le candidat En Marche ! y bat largement Marine Le Pen par 75,9 % - dix points de plus qu'au niveau national - malgré une forte abstention (17,8 %) et un fort taux de votes blancs ou nuls (11,8 % des voix). Au premier tour, la candidate du Front national avait fini quatrième, derrière Jean-Luc Mélenchon.

#### Abstention
L'abstention au premier tour de l'élection présidentielle est particulièrement marquée en 2002, tout comme dans le reste de la France, avec un taux de 23,5 % (France : 28,4 %). Au second tour de 2017, elle est de 17,8 % des inscrits contre 25,44 % dans toute la France.

#### Vote blanc ou nul
L'élection présidentielle de 2017, voit un record de votes blancs (9,0 %) et nuls (2,8 %) proche de la moyenne nationale (8,5 % et 3,0 %).

## Population et société

### Démographie
L'évolution du nombre d'habitants est connue à travers les recensements de la population effectués dans la commune depuis 1793. Pour les communes de moins de 10 000 habitants, une enquête de recensement portant sur toute la population est réalisée tous les cinq ans, les populations de référence des années intermédiaires étant quant à elles estimées par interpolation ou extrapolation. Pour la commune, le premier recensement exhaustif entrant dans le cadre du nouveau dispositif a été réalisé en 2005.

En 2022, la commune comptait 2 078 habitants, en évolution de −0,24 % par rapport à 2016 (Finistère : +2,16 %, France hors Mayotte : +2,11 %).
| 1793  | 1800  | 1806  | 1821  | 1831  | 1836  | 1841  | 1846  | 1851  |
| ----- | ----- | ----- | ----- | ----- | ----- | ----- | ----- | ----- |
| 1 140 | 1 064 | 1 421 | 1 185 | 1 238 | 1 296 | 1 284 | 1 290 | 1 320 |

| 1856  | 1861  | 1866  | 1872  | 1876  | 1881  | 1886  | 1891  | 1896  |
| ----- | ----- | ----- | ----- | ----- | ----- | ----- | ----- | ----- |
| 1 253 | 1 219 | 1 256 | 1 204 | 1 265 | 1 198 | 1 209 | 1 204 | 1 226 |

| 1901  | 1906  | 1911  | 1921  | 1926  | 1931  | 1936  | 1946  | 1954  |
| ----- | ----- | ----- | ----- | ----- | ----- | ----- | ----- | ----- |
| 1 270 | 1 362 | 1 375 | 1 316 | 1 309 | 1 377 | 1 165 | 1 259 | 1 280 |

| 1962  | 1968  | 1975  | 1982  | 1990  | 1999  | 2005  | 2006  | 2010  |
| ----- | ----- | ----- | ----- | ----- | ----- | ----- | ----- | ----- |
| 1 341 | 1 283 | 1 278 | 1 380 | 1 392 | 1 479 | 1 686 | 1 731 | 1 999 |

| 2015  | 2020  | 2022  | - | - | - | - | - | - |
| ----- | ----- | ----- | - | - | - | - | - | - |
| 2 077 | 2 067 | 2 078 | - | - | - | - | - | - |

### Langue bretonne
L'adhésion à la charte Ya d'ar brezhoneg a été votée par le conseil municipal le 14 janvier 2006.

## Économie

### La récolte du goémon
Dans leur cahier de doléances du 5 avril 1789, les Saint-Pabusiens cherchent à protéger leurs récoltes de goémon :

« Supplions aussi Sa Majesté […] de continuer d'accorder à chaque trêve et paroisse en particulier l'herbe appelée varech, ou vraicq ; sart ou gouemon, croissant en mer à l'endroit de leur territoire, conformément au titre dixième et articles premier, deux, trois et quatre de l'ordonnance de la Marine du mois d'août mille cent quatre vingt une, de fixer une amende de cent livres contre chaque personne qui sera trouvée en contravention à ladite ordonnance, qui seront surpris à faire des pillages, rapines et voleries de ladite herbe hors l'étendue de leur paroisse comme concussionnaires, et ce au profit des habitants de la paroisse qu'ils auront pillée et en l'amende ordinaire envers vous ou l'amiral de France. »

Le 22 janvier 1922, l'Yvonne, un bateau goémonier parti de Porz ar Vilin en Saint-Pabu, chavira en chargeant du goémon d'épave dans une crique près de Trémazan, ce qui provoqua la noyade du patron du bateau, Yves Pailler. Le 23 mars 1922, le caseyeur Marie-Yvonne, de Saint-Pabu, fit naufrage dans les parages de l'île Guenioc (3 noyés).
Jusque vers 1970, le port d'échouage de Pors ar Vilin abrita aussi une flottille de bateaux goémoniers naviguant à la voile (et au moteur à partir de 1950). « Autrefois l'équipement des goémoniers comprenait un bonnet large pour se protéger les oreilles du soleil, des sabots de bois à semelle garnie de clous, d'un pantalon en laine et d'une chemise en coton à manches longues. Armés par deux hommes, les bateaux appareillaient le matin à marée descendante vers les champs d'algues et revenaient avec le flot lourdement chargé. Les charrettes, tirées par un ou deux chevaux, les attendaient dans l'eau pour les décharger. Les algues transportées sur un terrain à l'herbe rase étaient étalées pour sécher avant d'être brûlées dans les fours à soude ou transportées dans les usines »

## Culture locale et patrimoine

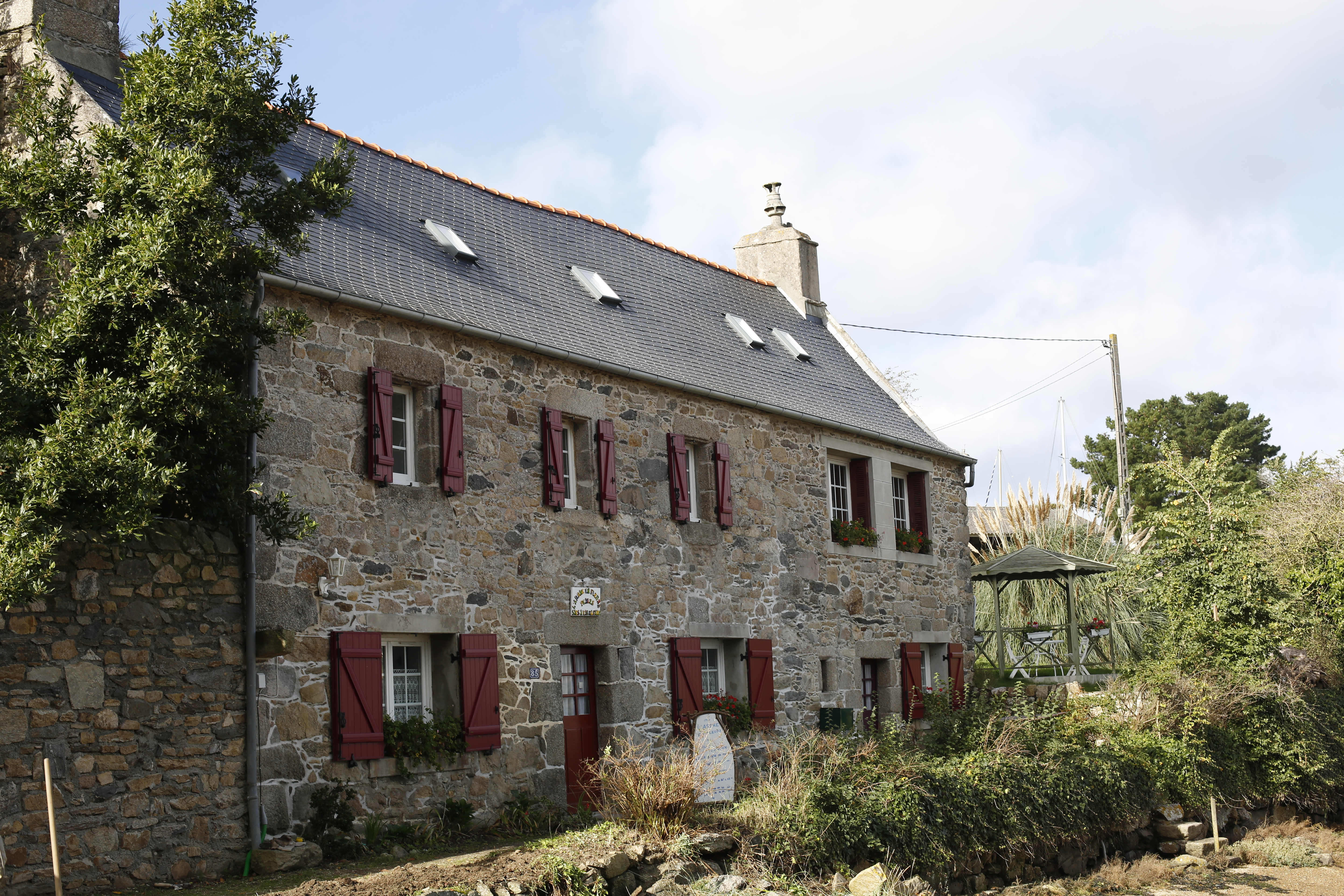
Maison ancienne à Porz ar Vilin.

### Lieux et monuments
- L'église paroissiale Saint-Tugdual, construite en 1767, mais a été rénovée et transformée à la fin du XIXe siècle ; son chœur lambrissé a été inscrit au titre des objets mobiliers au patrimoine historique en 1989[78]. « Le mur de soutènement du cimetière et la charpente – couverture nécessitant des travaux considérés comme étant d'urgence extrême tant leur état était jugé très préoccupant, une restauration importante visant d'une part à sauver le cimetière en renforçant le mur de soutènement long de 37m et haut de 4m, d'autre part à remplacer charpente et couverture, renforcement des murs et drainage de l'église ont débuté fin 2022. »[79]. Une souscription a été lancée en 2018 entre la mairie et la Fondation du patrimoine pour financer les travaux indispensables de restauration, qui ont démarré fin 2022[78].

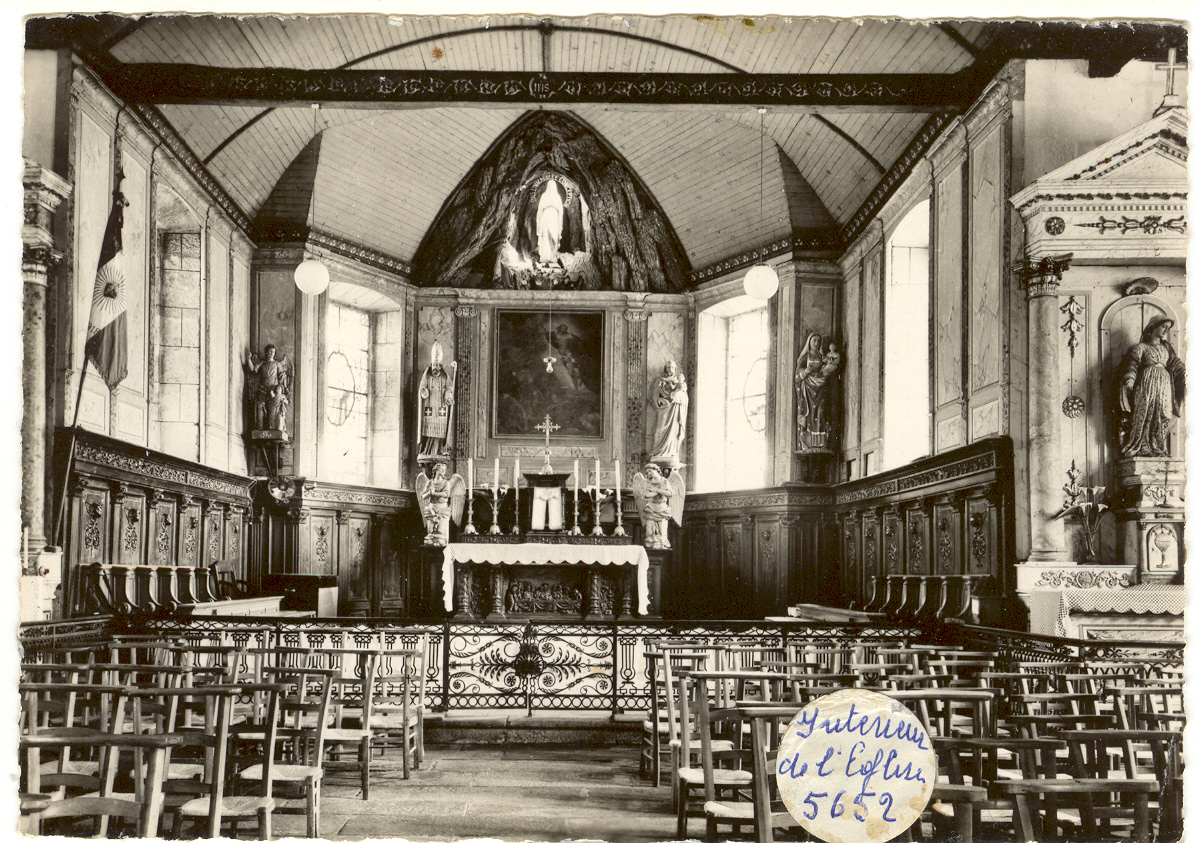
Le chœur de l'église paroissiale Saint-Tugdual (avant le concile Vatican II).

- Plages, dunes et bord de mer.
- La Maison des Abers est un lieu d'exposition et d'animation ouvert en juillet 2010 et dédié aux trois abers (Aber Wrac'h, Aber Benoît, Aber Ildut)[80].
- 11 croix et calvaires dont les deux croix de Kerlagadoc (datant du Haut Moyen Âge), de Poullédan, de Recevean et les deux croix de Saint-Ibiliau (Haut Moyen Âge également), de Mezmérot (Moyen Âge), de Kerascoul et Kergrac'h (toutes deux du XVIe siècle). Le calvaire du cimetière date de 1870 environ[81].
- 8 fontaines et lavoirs (de Kergrac'h, du bourg, de Pen-ar-Prat (situé en haut du bourg et associé à une fontaine), de Beg-an-Enez (tout petit lavoir à une place où l'eau sourd de partout), de Recevean, du Cosquer, de Beniguet, de Poulledan)[82].

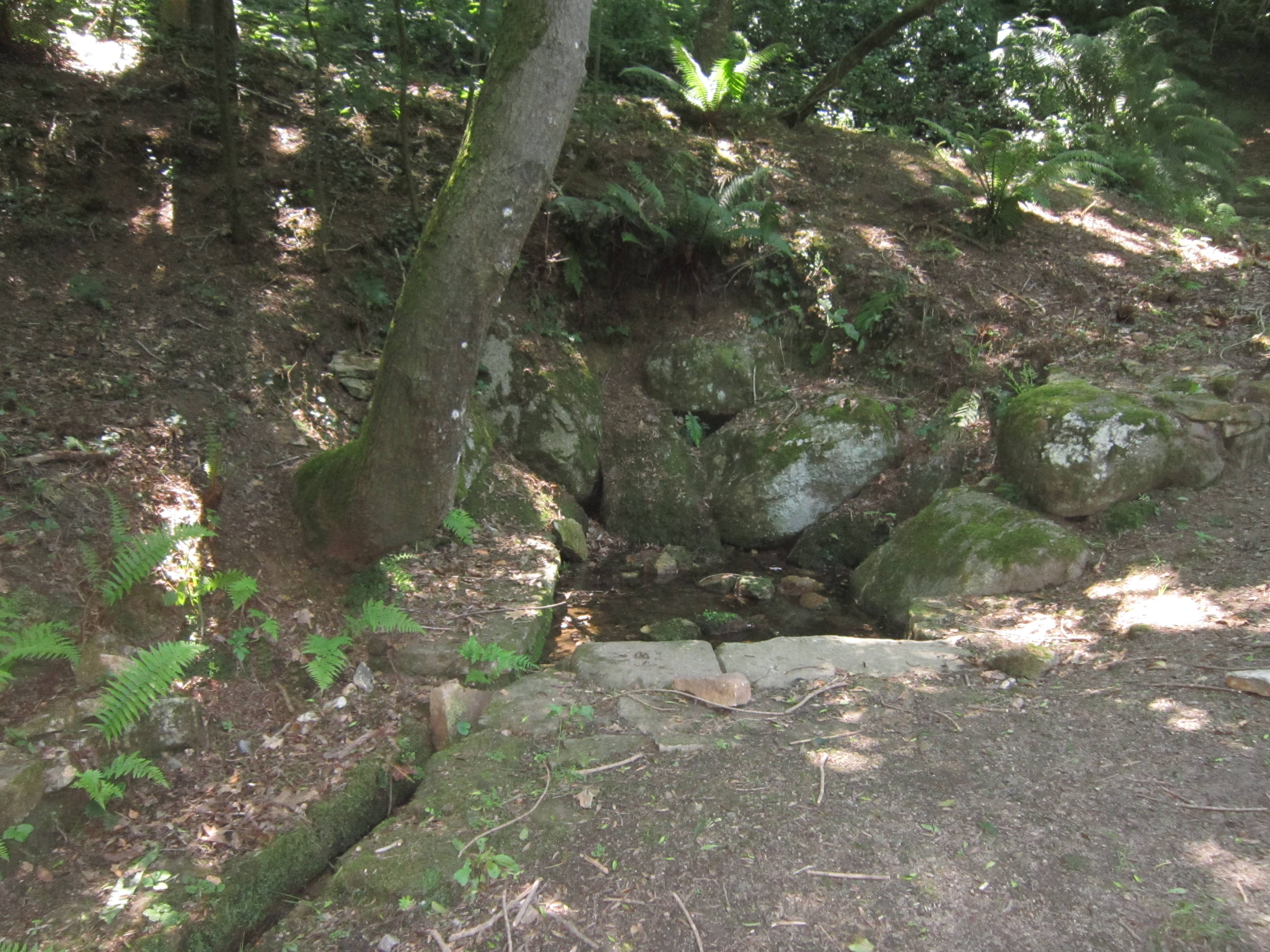
Le petit lavoir de Beg-an-Enez.

### Patrimoine naturel
- Dunes de Corn-Ar-Gazel. Ce massif sauvage a été rudement frappé par la tempête de mars 2008. Le paysage est estampillé Natura 2000, une disposition européenne qui vise à préserver les sites naturels.
- Les îlots de Trévors sont classés en ZPS (Zone de Protection Spéciale) « îlot du Trévors »[83].
- L'essentiel des zones naturelles dunaires et riveraines de l'aber sont classées en site Natura 2000 « abers - côtes des légendes »[84].

### Personnalités liées à la commune
- Yvonne Le Tac (1882-1957), résistante et déportée à Ravensbrück et Auschwitz-Birkenau. Sa maison à Saint-Pabu fut un important point de passage pour Londres depuis la France. Membre du réseau Overcloud, elle y hébergeait les clandestins qui embarquaient à bord d'un canoë afin de rejoindre au large des côtes une navette de la Royal Navy[85].
- Gabriel Éliès (1910-1978), né à Portsall, prêtre, prisonnier de guerre de 1940 à 1945, curé de la paroisse de Saint-Pabu, directeur de l'école privée catholique Saint-Martin[86], fondateur du club sportif Avel Vor, écrivain en breton sous le nom de Mab an Dig[87], membre de la Gorsedd de Bretagne.
- Tanguy Jacob (voir le paragraphe Histoire - Révolution française)
- Michel Bellion, né à Saint-Pabu, peintre de la marine depuis 2003[88].